# شهرستان الیوت (کنتاکی)
شهرستان الیوت، کنتاکی (به انگلیسی: Elliott County, Kentucky) یک سکونتگاه مسکونی در ایالات متحده آمریکا است که در کنتاکی واقع شده‌است.